# Charles d'Ambleville
Charles d'Ambleville (diocesi di Évreux, 6 giugno 1588 – Rouen, 6 luglio 1637) è stato un religioso, compositore e organista francese. Apparteneva alla Compagnia di Gesù e compose soprattutto musica sacra barocca.

## Biografia
Si hanno poche notizie sulla sua vita, ma la sua musica pubblicata si è conservata fino ai nostri giorni.
Fu ammesso al noviziato dei gesuiti il 29 settembre 1610. Nel 1620 divenne procuratore d'un convento di Rouen, incarico con cui assunse le incombenze temporali di quella casa religiosa. Era probabilmente anche il maestro di musica della casa di Rouen. Dal 1626 fino almeno al 1629 fu maestro di musica al collegio dei gesuiti di Orléans. Si ignora se fossein relazione con un'altra figura importante per la musica dell'epoca a Orléans, Abraham Fourdy, maestro di musica della collegiata di Sant'Aniano fino al 1633 e più anziano di lui.

## Opere
Come molti altri compositori dell'epoca, pubblicò le sue opere solo verso la fine della sua carriera. Rimangono di lui tre raccolte di musica sacra, che contengono i brani più utili per la liturgia cattolica.
- Octonarium sacrum seu canticum B.[eatæ] Virginis per diversos ecclesiæ tonos decantatum…, Paris, Pierre I Ballard, 1634. 2°, 44 f.. RISM A 900, Guillo 2003 n° 1634-A.

Contiene otto Magnificat dal I all'VIII tono, da 3 a 6 voci, solo per i versetti dispari, in stile fugato.
- Harmonia sacra seu vesperæ in dies tum dominicos, tum festos totius anni, una cum Missa ac Litaniis Beatæ Virginis cum quatuor vocibus, Paris, Pierre I Ballard, 1636. 4 vol. 4°. Guillo 2003 n° 1636-A.

Contiene 11 salmi in falso bordone (versetti dispari), 4 Magnificat, 12 salmi in musica figurata, 31 inni, 5 antifone, un Domine salvum, la messa Psallite Domino e le Litanie della Vergine.
L'opera è dedicata a Hubert de Champagne, marchese di Villaines e barone de La Vausselle. La musica è preceduta da un avviso al lettore in cui Ambleville sottolinea che la musica proposta può essere adattata ai diversi organici disponibili (solo canto piano, solisti, coro, organo…). Contiene anche una breve istruzione sugli otto toni.
La messa Psallite Domino è stata trascritta da Jean-Christophe Frisch ed è disponibile su IMSLP.
- Harmonia sacra seu vesperæ in dies tum dominicos, tum festos totius anni, una cum Missa ac Litaniis Beatæ Virginis cum sex vocibus, Paris, Pierre I Ballard, 1636. 6 vol. 4°. RISM A 901[8], Guillo, 2003 n° 1636-B.

Contiene 11 salmi in falso bordone (versetti pari), 4 Magnificat, 9 salmi in musica figurata, 16 inni, 5 antifone, un Domine salvum, la messa O Beata Cæcilia, e le Litanie della Vergine.
I salmi in falso bordone con cui si apre ciascun volume possono essere cantati a 4 o 6 voci alternate, in doppio coro, o più semplicemente alternatim (un versetto in canto piano, un versetto in musica).
L'opera è dedicata a Enrico II di Guisa, arcivescovo di Reims e pari di Francia, con avviso al lettore.
Gastoué attribuì a Ambleville l'opera seguente, senza fornire ulteriori spiegazioni:
- Airs [à 4 voix] sur les hymnes sacrez, odes, et noëls pour chanter au catéchisme, le premier dessus comme étant le sujet sert pour chanter seul. Avec plusieurs excellens faux-bourdons sur les huict tons., Paris, Pierre I Ballard, 1623. 1 volume 8°, 52 p.. RISM 16234 e A 899, Guillo, 2003 n° 1623-C. Ripubblicata nel 1655 (RISM 16552, Guillo, 2003, n° 1655-A).

Musica composta su testi del gesuita Michel Coyssard.

## Discografia
- Jean-Marie Amiot, Messe des Jésuites de Pékin = Mass of the Jesuits in Beijing, Ensemble Meihua Fleur de Prunus et Chœur du Centre catholique chinois de Paris, dir. François Picard, Ensemble XVIII-21, dir. Jean-Christophe Frisch, 1 CD Auvidis-Astrée, 1998. Riedizione Naïve, 2007.

Il disco contiene anche la messa Psallite Domino d’Ambleville, presentata come musica che avrebbe potuto essere cantata nella missione dei gesuiti a Pechino nello stesso periodo.